# My Favorite Martian (filme)
My Favorite Martian (br: Meu Marciano Favorito / pt: O Meu Marciano Favorito) é um filme americano de 1999 baseado na série de televisão de mesmo nome.

## Enredo
Um gentil e atrapalhado marciano sofre um acidente e acaba caido na terra. Tomando a forma humana acaba por conhecer o repórter de TV, Tim O'Hara que, inicialmente acredita ter encontrado o "furo" jornalístico de sua vida. Com o tempo acaba convencido pelo marciano a manter sua identidade em segredo e, passa a apresentá-lo como Tio Martin. Os dois então, começam uma engraçada aventura, para manter o anonimato do marciano e, ao mesmo tempo, achar uma maneira de enviá-lo de volta ao seu planeta.

## Elenco
| Nome                    | Personagem                        |
| ----------------------- | --------------------------------- |
| Christopher Lloyd       | Tio Martin                        |
| Jeff Daniels            | Tim O'Hara                        |
| Elizabeth Hurley        | Brace Channing                    |
| Daryl Hannah            | Lizzie                            |
| Wallace Shawn           | Coleye                            |
| Christine Ebersole      | Sra. Brown                        |
| Michael Lerner          | Sr. Channing                      |
| Ray Walston             | Armitan                           |
| Shelley Malil           | Felix                             |
| Jeremy Hotz             | Billy                             |
| T.K. Carter             | Lenny                             |
| Dawn Maxey              | Vendedora                         |
| Steven Anthony Lawrence | Garoto Nurplex                    |
| Michael Chieffo         | Earl Metz                         |
| Troy Evans              | Capitão Dalton                    |
| Arthur Senzy            | Comandante Murdoch                |
| Charles Rahi Chun       | Controlador de radar              |
| Michael Dempsey         | Van Gundy                         |
| David St. James         | Prescott                          |
| Dee Anne Helsel         | Mulher no vestiário               |
| Joe Garrett             | Empregado da loja de equipamentos |
| Tom Hallick             | Howard Greenly                    |
| Christian Keiber        | Tenente Murphy                    |
| Rick Kleber             | Sr. Butz                          |
| Debra Christofferson    | Sra. Butz                         |
| Wayne Knight            | Zoot                              |

## Recepção da crítica
My Favorite Martian tem recepção desfavorável por parte da crítica especializada. Com tomatometer de 12% em base de 42 críticas, o Rotten Tomatoes publicou um consenso: "Espalhafatoso, comédia cheia de efeitos sem humor real". Por parte da audiência do site tem 31% de aprovação.